# Poromya microsculpta
Poromya microsculpta is een tweekleppigensoort uit de familie van de Poromyidae. De wetenschappelijke naam van de soort is voor het eerst geldig gepubliceerd in 1995 door Dell.